# سيراليون البريطانية
سيراليون البريطانية (رسمياً مستعمرة ومحمية سيراليون) كانت الإدارة الاستعمارية البريطانية في سيراليون من عام 1808 إلى عام 1961، وكانت جزءًا من الإمبراطورية البريطانية منذ عصر إلغاء العبودية وحتى عصر إنهاء الاستعمار. تم إنشاء المستعمرة الملكية، التي شملت المنطقة المحيطة بفريتاون، في عام 1808. أما الحماية، التي شملت المناطق الداخلية لما يعرف اليوم بسيراليون، فقد تم إنشاؤها في عام 1896.
كان شعار المستعمرة والحماية هو "Auspice Britannia liber" (باللاتينية: "حُر تحت حماية بريطانيا"). وقد تم تضمين هذا الشعار لاحقًا في علم وشعار سيراليون.
مستعمرة وحماية سيراليون مثلت نموذجًا مميزًا ضمن الإدارة الاستعمارية البريطانية، حيث تم تأسيس المستعمرة في البداية حول فريتاون كملاذ للعبيد المحررين. كانت فريتاون واحدة من أولى المستوطنات التي أسسها البريطانيون لإعادة توطين الأفارقة المحررين، حيث وُضعت تحت إشراف التاج البريطاني مباشرة في عام 1808 بعد إلغاء تجارة العبيد. أما الحماية التي أُنشئت في عام 1896، فقد امتدت إلى المناطق الداخلية من سيراليون، حيث خضعت القبائل والمجتمعات المحلية لإدارة استعمارية غير مباشرة، إذ احتفظ القادة التقليديون بسلطات محدودة تحت إشراف الإدارة البريطانية.
شهدت الفترة الاستعمارية العديد من التحولات الاجتماعية والسياسية، من بينها إدخال النظام القانوني البريطاني، وإنشاء البنية التحتية الأساسية مثل الموانئ والمدارس. كما ظهرت مقاومة محلية للسياسات الاستعمارية، مثل فرض الضرائب والعمل القسري، وهو ما أدى إلى انتفاضات مثل ثورة هوتينت عام 1898.
ظل شعار "Auspice Britannia liber" يعكس الأيديولوجيا الاستعمارية التي ربطت الحرية بحماية بريطانيا. ومع ذلك، أصبحت سيراليون مركزًا مهمًا للحركات المناهضة للاستعمار في إفريقيا، إلى أن حصلت على استقلالها في 27 أبريل 1961، منهية بذلك أكثر من 150 عامًا من الحكم البريطاني.